# حمام بكتاش خان
حمّام بكتاش خان  من حمامات بغداد العامة ويقع في شارع النهر بجانب الرصافة قبالة مسجد الإسماعلية  .
اشير اليه في وقفية مؤرخة في 28 شعبان سنة 1076ه‍.